# Pickens (Mississippi)
Pickens è una città (town) degli Stati Uniti d'America, situata nella contea di Holmes, nello Stato del Mississippi.